# Щитівка
Щитівка (Fibigia) — рід квіткових рослин родини капустяних (Brassicaceae). Містить 6 видів, які ростуть у Єгипті, на півдні Європи, на заході Азії.

## Опис
Це трав'янисті багаторічні рослини чи напівкущики (з дерев'яними основами стебла). Запушення зірчасте. Листки чергові, поодинокі, сидячі, цілі чи зубчасті. Квітки зібрані в китиці без приквітків. Є чотири чашолистки. Чотири пелюстки жовті, рідше пурпурні. Тичинок 6, чотири з яких явно довші. Плоди сферичні чи довгасті та сильно сплощені, кожна камера з 2-8 крилатими насінинами.

## Види
- Fibigia clypeata (L.) Medik.
- Fibigia heterophylla Rech.f.
- Fibigia kermanshahensis Ranjbar & Karami
- Fibigia khoshyelaqensis Ranjbar & Rostami
- Fibigia macrocarpa (Boiss.) Boiss.
- Fibigia tabriziana Ranjbar & Karami